# Du crime considéré comme un des beaux-arts
Ne doit pas être confondu avec De l'assassinat considéré comme un des beaux-arts.
Pour plus de détails, voir Fiche technique et Distribution.
Du crime considéré comme un des beaux-arts est un film français réalisé par Frédéric Compain, sorti en 1980.

## Synopsis
La rencontre d'un homme d'affaires témoin d'un crime et d'un commissaire aux méthodes particulières.

## Fiche technique
- Titre : Du crime considéré comme un des beaux-arts
- Réalisation : Frédéric Compain
- Scénario : Frédéric Compain et Gilles Taurand
- Production :
- Musique : Geneviève Cabannes et Denis Cuniot
- Photographie : Erwin Huppert
- Montage : Christophe Loizillon
- Décors : Jean-Denis Compain
- Pays d'origine : France
- Format : Couleurs - 1,85:1 - Dolby Digital - 35 mm
- Genre : Court métrage, policier
- Durée : 13 minutes
- Date de sortie : 20 août 1981 à la télévision

## Distribution
- Michel Piccoli : Morrand, le commissaire
- Dominique Fano : Halshby, l'homme d'affaires
- Rebecca Pauly : le modèle
- Pat Andrea : le peintre

## Autour du film
Le titre est repris de l'ouvrage de 1827 de Thomas de Quincey : De l'assassinat considéré comme un des beaux-arts.

## Distinctions
Le film a reçu le Grand Prix au Festival international du court-métrage de Clermont-Ferrand en 1982.